# Patricia Cardoso
Patrica Cardoso és una directora de cinema colombo-estatunidenca. Filla d'una parella d'arquitectes, es va llicenciar en arqueologia i antropologia.
Com a arqueòloga va fer classes a la Universitat Javeriana i va ser directora adjunta de l'Institut de Cultura de Colòmbia. També va aconseguir la datació més antiga de la cultura tairona pel mètode del Carboni 14, i ha publicat articles en diverses revistes arqueològiques.
El 1987 va abandonar Colòmbia per instal·lar-se als Estats Units d'Amèrica i mitjançant una beca Fulbright va poder estudiar a l'Escola de Cinema d'UCLA i graduar-s'hi el 1994.].
Ha treballat al Festival de Cinema de Sundance on va arribar a ser directora de programes llatinoamericans.
La seva primera pel·lícula va ser Real Women Have Curves (2002).

## Filmografia
- 2002 Real Women Have Curves
- El reino de los cielos,, Oscar universitari el 1996
- Cartas al niño Dios.